# 趙正浩
趙 正浩（チョ・ジョンホ、朝鮮語: 조정호、1959年3月10日 - ）は、朝鮮民主主義人民共和国の政治家。羅先特別市人民委員会委員長、朝鮮労働党中央検査委員会委員。

## 経歴
1959年に咸鏡北道で生まれた。2006年5月に貿易副相に任命され、北朝鮮での経済政策の立案に関与した。2011年2月に羅先特別市人民委員会委員長に任命された。趙は金正日総書記の後継として金正恩を支持し、英語が堪能であり外国からの投資を誘致するため、経済の重要地である羅先特別市に派遣されたという。2013年9月22日には羅津港からハサン駅を結ぶ鉄道の開通式に参加した。2014年3月9日に実施された最高人民会議第13期代議員選挙で代議員に選出され、2016年5月9日に開催された朝鮮労働党第7次大会で朝鮮労働党中央検査委員会委員に選出された。2019年3月10日に実施された最高人民会議第14期代議員選挙で代議員に再選された。

## 参考サイト
- 북한정보포털

| 先代金秀烈 | 羅先特別市人民委員会委員長2011年 - | 次代現職 |